# Armando Alves
Armando José Ruivo Alves GOM (Estremoz, 7 de novembro de 1935) é um artista plástico português.

## Biografia
Estudou na Escola de Artes Decorativas António Arroio, em Lisboa, e na Escola Superior de Belas-Artes do Porto; aqui conclui o curso de Pintura com vinte valores, o que originou, em 1968, a formação do grupo Os Quatro Vintes, com Ângelo de Sousa, José Rodrigues e Jorge Pinheiro, com o qual se apresenta em exposições no final da década de 1960.
Entre 1963 e 1973, foi professor assistente na ESBAP, onde introduziu o estudo das Artes Gráficas, área a que viria a dedicar-se prolongadamente, tendo estado profissionalmente ligado a três editoras: Editorial Inova (1968); Editorial Limiar (1975); Editorial Oiro do Dia (1980). Dirigiu graficamente obras literárias, produziu cartazes, comemorativos e publicitários, catálogos de exposições e programas de concertos e de atividades desportivas. Em 1983, recebeu o prémio na Mostra de Artes Gráficas Grafiporto 83, no Museu Nacional de Soares dos Reis.

## Obras

Objecto, madeira pintada

Tendo começado por uma figuração que pode aproximar-se do universo neorrealista, optou seguidamente por um informalismo matérico desenvolvido na década de 1960. Nos anos 1970, dedica-se à construção de objetos pintados, de grande depuração formal. A partir dos anos 1980, retoma os valores da paisagem que reformula à luz de um abstracionismo lírico.
A 9 de junho de 2006, foi agraciado com o grau de Grande-Oficial da Ordem do Mérito. Em 2009, recebeu o Prémio de Artes Casino da Póvoa.